# جامعة الجبل الأسود
جامعة الجبل الأسود (الجبل الأسود والصربية: Универзитет Црнe Горe / Univerzitet Crne Gore) هي جامعة وطنية عامة في الجبل الأسود.
تقع إدارتها المركزية وأغلبية الكليات التأسيسية في عاصمة البلاد بودغوريتشا، في حين تتوزع كليات أخرى في نيكشيتش وستنيي وكوتور. تأسست المؤسسة في عام 1974 وهي منظمة حاليًا في 19 كلية.

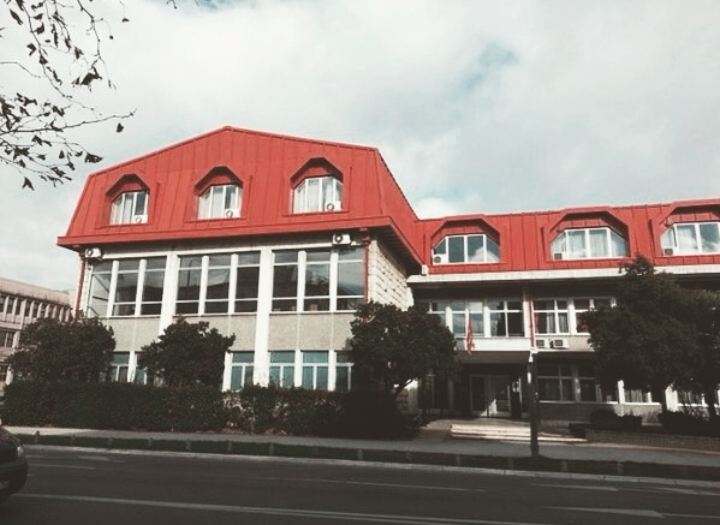
كلية الحقوق، بودغوريتشا

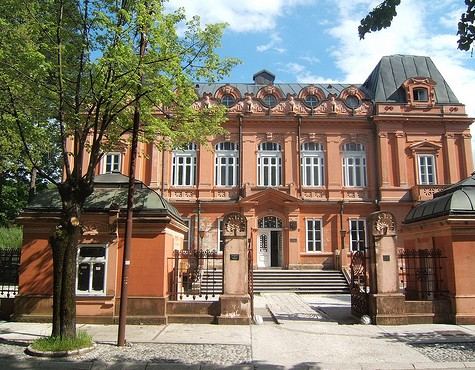
كلية الفنون الجميلة، ستنيي

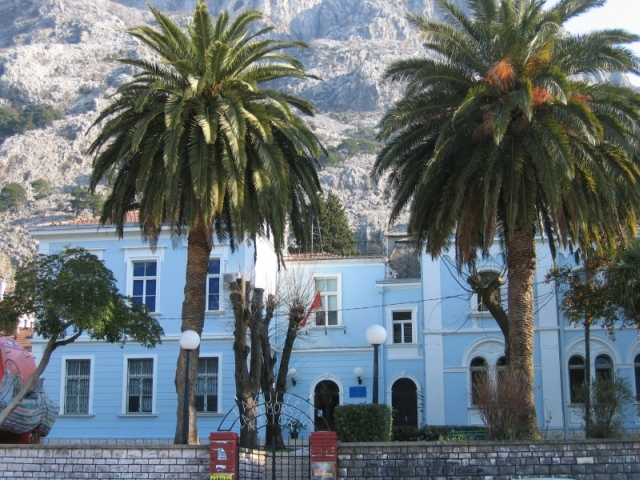
كلية الدراسات البحرية، كوتور

## التاريخ
تأسست جامعة الجبل الأسود في 29 أبريل 1974 في تيتوغراد، جمهورية الجبل الأسود الاشتراكية (الآن بودغوريتسا). في ذلك العام وقعت المنظمات التالية على اتفاقية الانتساب إلى جامعة تيتوغراد:
- ثلاث كليات: كلية الاقتصاد، كلية الهندسة وكلية الحقوق من العاصمة تيتوغراد،
- كليتين: كلية التدريس من نيكشيتش وكلية الدراسات البحرية من كوتور،
- ثلاثة معاهد علمية مستقلة: للتاريخ والزراعة والبحوث البيولوجية والطبية، وكلها من تيتوغراد.

بعد عام من تأسيسها، غيرت المؤسسة اسمها إلى جامعة فيليكو فلاهوفيتش تكريماً للناشط الشيوعي والمشارك في الحرب العالمية الثانية من الجبل الأسود الذي توفي في ذلك العام. وكان عقد السبعينات قد شهد ارتفاعا هائلا في عدد مؤسسات التعليم العالي في يوغوسلافيا السابقة، وافتتحت عدة جامعات إضافة لجامعات تيتوغراد في أوسييك ورييكا وسبليت وبانيا لوكا وموستار وماريبور وبيتولا وكراغويفاتش وتوزلا.
في عام 1992، سُميّت الجامعة باسمها الحالي - جامعة الجبل الأسود.

## التنظيم
يقع مقر الجامعة في بودغوريتسا، عاصمة الجبل الأسود، ويبلغ عدد سكانها حوالي 190 ألف نسمة. تقع معظم كليات جامعة الجبل الأسود في بودغوريتشا، بينما افتتحت بعض الكليات في نيكشيتش وستنيي وكوتور.
تضم الجامعة كليات ومعاهد وكليات، فضلاً عن مراكز لوجستية. يحكم مجلس الإدارة الجامعة ويديرها رئيس الجامعة. الهيئة الأكاديمية العليا هي مجلس الشيوخ. العمداء هم رؤساء الكليات والمديرون هم رؤساء المعاهد. في الكليات، أي في المعاهد، تكون أعلى الهيئات الأكاديمية هي مجالس التدريس - القضايا العلمية، أي للقضايا الفنية والتدريسية.
أعلى هيئة طلابية هي البرلمان الطلابي. يُنتخب ممثلي الطلاب في جميع هيئات الجامعة والكليات.

### الكليات
تتكون الجامعة من كليات 19 التالية في 4 مدن:
| - بودغوريتسا - كلية الهندسة المعمارية - كلية التكنولوجيا الحيوية - كلية الحقوق المدنية - كلية الاقتصاد - كلية الهندسة الكهربائية - كلية الحقوق - كلية الهندسة الميكانيكية - كلية الطب - كلية المعادن والتكنولوجيا - كلية العلوم الطبيعية والرياضيات - كلية العلوم السياسية | - نيكشيتش - كلية الفلسفة - كلية فقه اللغة - كلية الرياضة والتربية البدنية - ستنيي - كلية الدراما - كلية الفنون الجميلة - أكاديمية الموسيقى - كوتور - كلية الدراسات البحرية - كلية السياحة وإدارة الفنادق |  |

داخل الكليات، هناك أقسام ومجموعات دراسية.
تضم الجامعة ثلاثة معاهد للبحث العلمي:
- معهد التاريخ
- معهد علم الأحياء البحرية
- المعهد - مركز التميز في البحث والابتكار

## نظام الدراسة

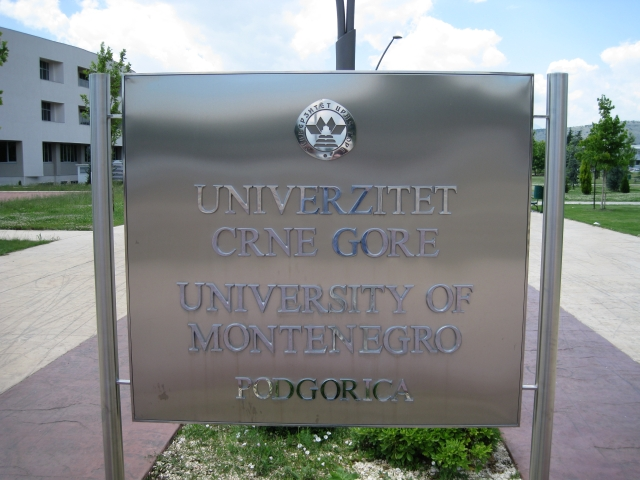
علامة الشعار السابقة لجامعة مونتينيغرو، المستخدمة حتى عام 2016.

في عام 2017، قامت جامعة مونتينيغرو بإصلاح نظام الدراسات واعتمدت النظام الجديد 3 + 2 + 3 بدلاً من نظام 3 + 1 + 1 + 3 السابق، كما اعتمد منذ 2017 160 برنامجًا دراسيًا على جميع مستويات الدراسة، منها 114 في دراسات البكالوريوس والدراسات العليا، و14 في الدراسات التطبيقية، و25 برنامجًا لدراسة الدكتوراه. أيضًا، اعتمدت ثمانية برامج دراسية متعددة التخصصات، أحدها على مستوى الدكتوراه، بينما يوجد سبعة على مستوى دراسات الماجستير بعد التخرج. واعتمدت جميع برامج دراسة البكالوريوس كبرامج دراسية مدتها ثلاث سنوات، مع وجود وحدتين على الأكثر في الفصل الدراسي السادس. تُنظم كدراسات أكاديمية أو تطبيقية. نطاقها هو 180 ECTS. تُستثنى من هذه القاعدة المهن المنظمة التي نفذت توجيهات الاتحاد الأوروبي بشأن مدة دراستهم للبكالوريوس، بحيث تستمر دراسات البكالوريوس في الطب وطب الأسنان 6 سنوات، بينما يستمر علم الصيدلة والهندسة المعمارية لمدة خمس سنوات.

## روابط خارجية
- الموقع الرسمي لجامعة الجبل الأسود
- برلمان طلاب جامعة الجبل الأسود